# Croix de Cleyssac
La croix du Cleyssac est une croix monumentale située à Malrevers, en France.

## Généralités
La croix est située au hameau de Cleyssac, près de la route Malrevers-Rosières sur la départementale 71, sur le territoire de la commune de Malrevers, dans le département de la Haute-Loire, en région Auvergne-Rhône-Alpes, en France.

## Historique
La croix est datée du XVe siècle.
La croix est inscrite au titre des monuments historiques par arrêté du 11 juin 1930.

## Description

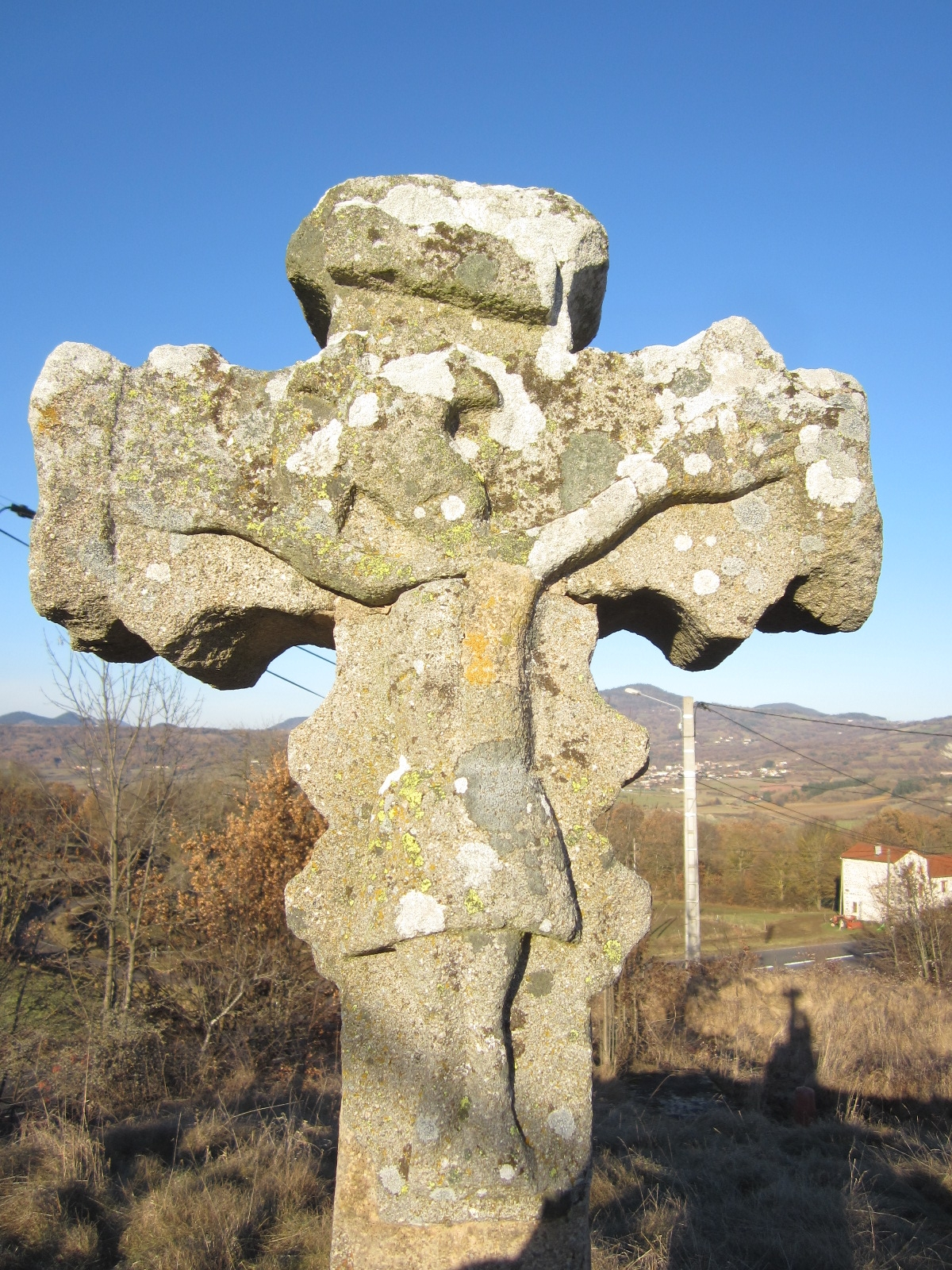
Détail.

La croix repose sur un soubassement cubique monolithe aux angles abattus. L'ensemble est également monolithe : le fût et la croix sont taillés d'un seul tenant dans le grès. Le fût de la croix présente une forte conicité et a une section rectangulaire. Le croisillon est de forme très découpée.
Au niveau iconographique, la croix présente d'un côté un christ en croix à jupette reposant sous un lambel,. De l'autre côté, une Vierge, en majesté, est représentée et, sur ses genoux, un enfant dont les proportions sont anormalement déformées. Sur les bras du croisillon, on trouve également des représentations de la lune et du soleil,.